# Ernst Bengel
Ernst Bengel, född den 12 mars 1735 i Denkendorf, död den 1 april 1793, var en tysk superintendent, son till Johann Albrecht Bengel, far till Ernst Gottlieb Bengel. 
Bengel studerade vid universitetet i Tübingen. År 1766 valdes Bengel till luthersk kyrkoherde i Zavelstein, 1772 till diakon (hjälppräst) i Tübingen, 1786 till dekan.